# Девиз Квебека

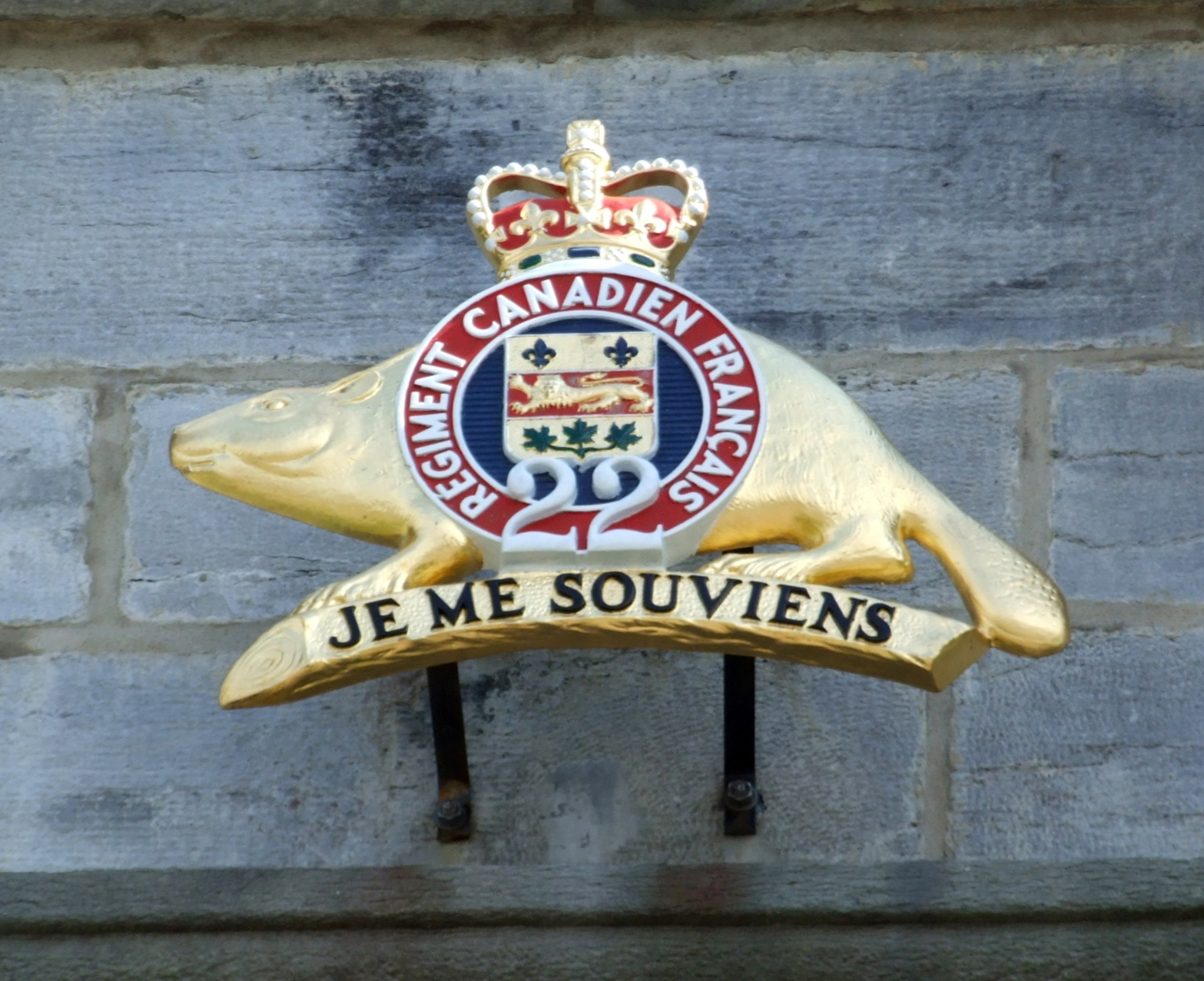
Девиз Квебека на эмблеме 22-го Королевского полка

Девиз Квебека «Je me souviens» переводится с французского языка как «Я помню». Это официальный девиз канадской провинции Квебек.

## Происхождение
В 1883 году Эжен-Этьен Таше, помощник комиссара по коронным землям в Квебеке и архитектор провинциального здания парламента выбрал девиз, который затем вырезали в камне под гербом Квебека, помещённом над входной дверью здания парламента. После этого девиз стал использоваться официально, хотя герб был принят официально лишь в 1939 году.
Истолкование слов девиза, ставшее традиционным, впервые дал историк Тома Шапе в 1895 году: «Мы помним прошлое и его уроки, прошлое и его беды, прошлое и его славу». В 1955 Мэйсон Уэйд высказал следующее мнение: «Когда франко-канадец говорит „Je me souviens“, он помнит не только о временах Новой Франции, но и о том факте, что он принадлежит к покорённому народу».
В 1978 внучка Таше, Элен Паке, написала письмо в газету «Montreal Star», где утверждала, что первоначальный вариант девиза был таким: «Je me souviens/ Que né sous le lys/ Je croîs sous la rose» (Я помню, что, родившись под лилией, я вырос под розой). Лилия и роза — геральдические символы королей Франции и Англии соответственно. Эта версия стала широко известна, однако в 1992 её опроверг историк Гастон Дешен. Он установил, что Эжен-Этьен Таше действительно придумал похожую фразу, но она должна была располагаться на памятнике канадской нации, который так и не был построен. Памятник должен был изображать Канаду в виде прекрасной молодой девушки, сопровождаемой девизом: «Née dans les lis, je grandis dans les roses» (Родившись среди лилий, я расту среди роз). В видоизменённом варианте эта фраза была размещена в 1908 году на медали, посвящённой трёхсотлетию города Квебека: «Née sous les lis, Dieu aidant, l’œuvre de Champlain a grandi sous les roses» (Рождённое под лилиями, при Божьей помощи, создание Шамплена выросло под розами).
Девиз «Je me souviens» присутствует на номерных знаках зарегистрированных в Квебеке транспортных средств, на гербе провинции, а также в эмблеме 22-го Королевского полка.